# Пропілітизація
Пропілітизація (рос. пропилитизация, англ. propylitization, нім. Propylitisation f, Propylitisierung f) — гідротермальний процес метасоматичного перетворення гірських порід у вулканогенних товщах на малих та середніх глибинах. Веде до утворення хлориту, епідоту, кальциту, серициту, цеолітів, альбіту та ін. мінералів. При П. польові шпати заміщуються альбітом, адуляром, кольоровими мінералами — хлоритом, епідотом, кальцитом. П. генетично пов'язана з формуванням руд золота, срібла, свинцю, цинку, молібдену та ін. Звичайно супроводжується виділенням піриту.
Для пропілітизації характерне окварцювання гірських порід.